# Linguizismus
Linguizismus bezeichnet Vorurteile, Geringschätzung oder eine nicht sachlich begründete Ablehnung gegenüber Sprachen und ihren Sprechern. Oft handelt es sich dabei um Minderheitensprachen oder Sprachen bzw. Ausdrucksweisen bestimmter sozialer Gruppen. Auch zweisprachige Menschen im Allgemeinen können betroffen sein. Das Kofferwort Linguizismus geht auf das lateinische lingua (Sprache) zurück. Die Endung -zismus bezeichnet meist eine subjektive Einstellung bei Menschen oder Gruppen, die von jenen, die sie nicht teilen, überwiegend als eine (negative) Übertreibung gewertet wird.

## Begriff
Das deutsche Wort Linguizismus ist eine direkte Übernahme des englischen linguicism, welches in den 1980er Jahren unter Anlehnung an racism (Rassismus) und andere „-ismen“ aufgebracht wurde.
Auf individueller Ebene bedeutet Linguizismus Vorurteile bezüglich von Eigenschaften eines Menschen, die aus seiner gesprochenen oder geschriebenen Sprache (zum Beispiel Muttersprache, Dialekt (Mundart), Akzent) abgeleitet werden. Er kann aber auch in diskriminierendem Verhalten gesehen werden, das in Situationen vorgebracht wird, wenn sich Menschen in der Öffentlichkeit in einer Minderheitensprache unterhalten. Auch in abwertenden Witzen über die Sprache eines anderen Menschen drückt sich Linguizismus aus.
Auf gesellschaftlicher Ebene manifestiert sich Linguizismus in erster Linie in der einsprachigen Ausrichtung gesellschaftlicher Institutionen wie den Schulen, in denen Menschen mit fremder Muttersprache automatisch schlechtere Ausgangsbedingungen hätten, da angeblich ihre Muttersprache als ein Defizit abgewertet werde. Das öffentliche Ansehen dieser Sprache (Sprachprestige) und folglich auch der Sprecher wird als geringer eingeschätzt. Dies trifft besonders auf englischsprachige Länder zu, in denen selbst Personen in höchsten gesellschaftlichen Stellungen den Erwerb einer weiteren Sprache nicht für erstrebenswert oder gar schädlich halten. 
Bei der Untersuchung des Antisemitismus in Deutschland stellt Léon Poliakov die Bedeutung des Linguizismus in der deutschen Geschichte heraus. Angesichts der späten Nationalstaatenbildung sei die deutsche Sprache von Seiten des Bürgertums überhöht worden und damit sei der Anspruch auf den Status einer überlegenen Kulturnation begründet worden. Nicht zufällig habe der aus der Sprachwissenschaft kommende Begriff „Arier“, im späten 19. und frühen 20. Jahrhundert in Europa häufig auf die Indogermanen und Sprecher indogermanischer Sprachen oder spezifischer auf weiße Europäer bezogen – ursprünglich aber nur die Eigenbezeichnung der Vorfahren der heutigen Sprecher der indo-arischen und der iranischen Sprachen –, in Deutschland besonderen Widerhall gefunden. 
Der Begriff Linguizismus geht vor allem auf die Arbeiten von Tove Skutnabb-Kangas und Jim Cummins zu Beginn der 1980er Jahre zurück. Bei der Untersuchung von Minderheiten-Zweisprachigkeit haben sie den besonderen Wert der Anerkennung von Muttersprache und Zweisprachigkeit durch die Mehrheitsgesellschaft erkannt und fordern seitdem besondere pädagogische Konzepte zur Überwindung des Linguizismus. Dabei geht es in erster Linie um die Förderung der Muttersprache und von Zweisprachigkeit bei allen Menschen, die vor allem in englischsprachigen Ländern stark vernachlässigt wird, wenn nicht gar die Zweisprachigkeit allgemein bekämpft wird. Ein gutes Beispiel ist der Fall Marta Laureano. 
Linguizismus kann als eine Form des Rassismus ohne Rassen angesehen werden und teilt damit dessen theoretische Unzulänglichkeiten und Unschärfe.

## Audismus
Durch das faktische Verbot zur Benutzung von Gebärdensprachen als Folge der Beschlüsse des Mailänder Kongress von 1880 wurden gehörlose Menschen unter anderem im deutschsprachigen Raum gezwungen, sowohl mit hörenden Menschen als auch untereinander in Lautsprache zu kommunizieren. Dadurch wurden sie, so Skutnabb-Kangas, daran gehindert, „die einzige Sprache zu lernen, in der sie sich vollständig ausdrücken können“.
Diese abwertend als Oralismus bezeichnete Haltung führte zu großen Bildungslücken unter Betroffenen. Durch das Verbot der Benutzung von Gebärdensprachen werden also Hörbehinderte diskriminiert. Der Begriff Audismus wiederum umschreibt alle Diskriminierungsarten gegenüber Hörbehinderten, von denen Linguizismus eine ist.